# Hoshu Gōdō

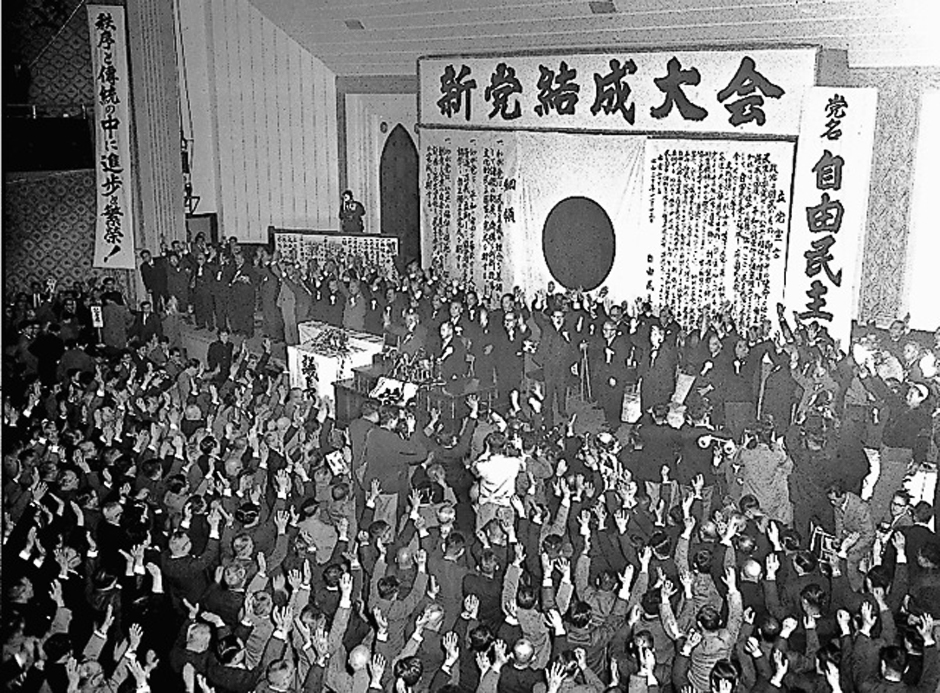
Gründungsparteitag der Liberaldemokratischen Partei am 15. November 1955

Als Hoshu Gōdō (jap. 保守合同, dt. „Konservative Fusion“) wird in Japan der Zusammenschluss von Liberaler Partei und Demokratischer Partei bezeichnet, durch den am 15. November 1955 die Liberaldemokratische Partei (LDP) als Bündelung der konservativen Kräfte entstand, die die Parteienlandschaft Japans bis heute dominiert. Vorausgegangen war die Vereinigung von rechtem und linkem Flügel der Sozialistischen Partei Japans (SPJ). Durch diese beiden Fusionen entstand näherungsweise ein Zweiparteiensystem (unter Vernachlässigung der KPJ und kleinerer Parteien), das sogenannte 55er System aus LDP und SPJ, das in seiner Grundstruktur bis 1993 bestehen blieb.

## Hintergrund
Unmittelbar nach Ende des Zweiten Weltkriegs planten die konservativen Politiker der beiden großen Vorkriegsparteien Rikken Minseitō und Rikken Seiyūkai gemeinsam die Gründung einer neuen Partei, auch weil sie den zunehmenden Einfluss des Sozialismus fürchten. Die Seiyūkai-Politiker strebten an, ihren ehemaligen Co-Vorsitzenden Hatoyama Ichirō zum Führer der neuen Partei zu machen; und Minseitō-Politiker um Miki Bukichi, die während des Krieges gemeinsam mit Hatoyama innerhalb Yokusan Gikai gegen die Militärs gekämpft hatten, stimmten der Umsetzung dieses Plans zu. Allerdings war ein großer Teil der Minseitō-Politiker der Ansicht, dass ihr letzter Vorkriegsvorsitzender Machida Chūji besser geeignet sei: Diese Unzufriedenen gründeten in direkter Kontinuität zum Dainihon Seijikai (大日本政治会, etwa „Großjapanische Regierungsversammlung“; Einheitsfraktion 1945) die Fortschrittspartei Japans (日本進歩党, Nihon Shimpotō), deren Mitglieder aber wegen des von den US-Besatzungsbehörden verhängten Ämterverbots gegen frühere Amtsträger in weiten Teilen ausgeschaltet wurden. Unterdessen wurde die neu formierte Liberale Partei um den Parteivorsitzenden Hatoyama und die mehrheitlich an das Seiyūkai anknüpfenden Politiker 1946 bei der ersten Unterhauswahl nach dem Krieg stärkste Partei.
Kurz darauf wurden jedoch auch Hatoyama und Miki sowie viele Mitglieder ihrer Parteiführung mit Ämterverbot belegt. (Viele Abgeordnete waren aber erstmals ins Parlament gewählt, so dass die Partei insgesamt in geringerem Maße betroffen war als die Fortschrittspartei und stärkste Kraft blieb.) Deshalb wurde vorgesehen, den Außenminister Yoshida Shigeru zum Parteivorsitzenden und Premierminister zu machen, der seine Ämter Hatoyama überlassen sollte, sobald dieser in die Politik zurückkehren würde.
Allerdings lehnte Yoshida diesen Plan nach der Aufhebung des Ämterverbots 1951 ab. Inzwischen hatte sich die Zusammensetzung der Partei verändert und sie bestand nun mehrheitlich aus jungen Abgeordneten, die aus der Ministerialbürokratie kamen und Yoshida nahestanden, der sogenannten „Yoshida-Schule“. Darüber hinaus hatte Yoshida unter dem Vorwand des Gesundheitszustandes Hatoyamas begonnen, Ogata Taketora als Nachfolger aufzubauen. Deshalb spaltete sich die Liberale Partei in Unterstützer Yoshidas (überwiegend ehemalige Beamten) und Hatoyamas (überwiegend Parteipolitiker).
1954 gründete Hatoyama zusammen mit Miki Bukichi, Kōno Ichirō, Kishi Nobusuke und anderen die Demokratische Partei Japans mit dem Ziel, sie zum konservativen Sammelbecken für Politiker aus der Liberalen Partei, die unzufrieden mit Yoshida waren, und Oppositionsgruppen wie der Kaishintō von Shigemitsu Mamoru und Miki Takeo zu machen. Unterdessen wuchs auch im Volk die Unzufriedenheit mit dem Führungsstil Yoshidas, der die Liberale (Rumpf-)Partei als One-man-Show dirigierte, so dass ihm Präsidiumsmitglieder um Ogata Taketora den Rücktritt nahelegten. Schließlich entschloss sich Yoshida im Dezember 1954 zum Rücktritt seines Kabinetts und überließ Ogata den Parteivorsitz. Bei der Wahl des Premierministers im Parlament gelang es Hatoyama jedoch, Ogata zu schlagen. Hatoyama bildete eine Übergangsregierung, das 1. Hatoyama-Kabinett, um Neuwahlen vorzubereiten.

## Die Gründung der LDP
Im Januar 1955 einigten sich die seit 1950 getrennten rechten und linken Flügel der SPJ auf eine Vereinigung, wodurch eine stark empfundene Bedrohung für die konservativen Parteien entstand. Um dieser Bedrohung zu begegnen, drängten vor allem die Liberalen unter Ogata Taketora auf eine konservative Fusion von Liberaler und Demokratischer Partei. Die Demokraten, die gerade erst die Regierung übernommen hatten, zeigten sich zunächst uninteressiert; einige, insbesondere ehemalige Politiker der Kaishintō wie Matsumura Kenzō, Utsunomiya Tokuma und Miki Takeo, aber auch der Vorsitzende des Exekutivrats Miki Bukichi lehnten einen Zusammenschluss ganz ab.

Sitzverteilung im Shūgiin nach der Wahl am 27. Februar 1955.

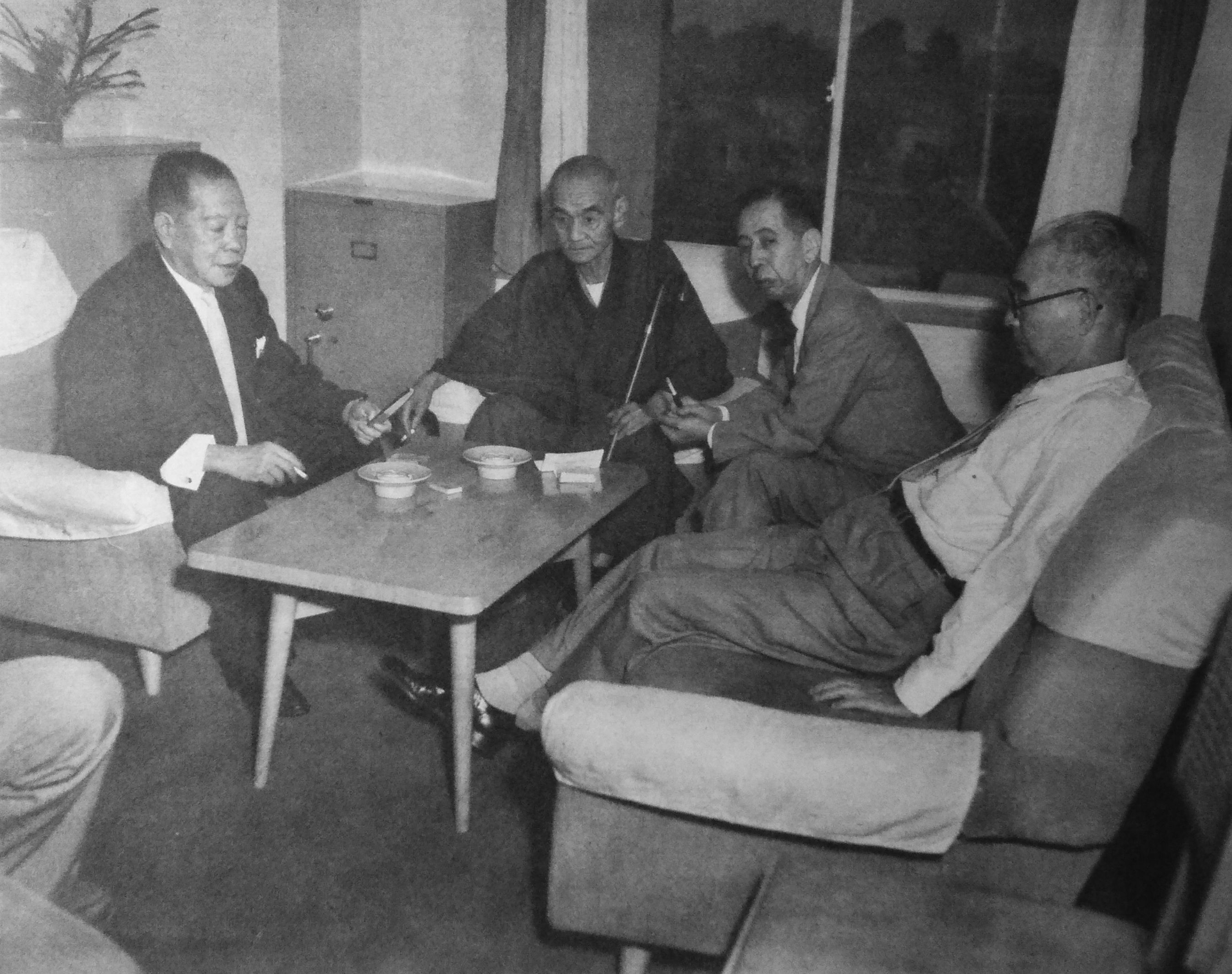
Die Liberalen Ōno Banboku, Ishii Mitsujirō und die Demokraten Kishi Nobusuke und Miki Bukichi in den Vereinigungsverhandlungen im Juli 1955

In der Shūgiin-Wahl 1955 gelang es der Demokratischen Partei Japans zwar, stärkste Partei zu werden, allerdings nicht, eine absolute Mehrheit zu erringen. Ausgangspunkt für die konkreten Verhandlungen über die Vereinigung von Liberaler und Demokratischer Partei waren die nun folgenden Sondierungsgespräche und Koalitionsverhandlungen, die Hatoyama eine regierungsfähige Mehrheit im Parlament verschaffen sollten. Während die Demokratische Partei Japans nach wenigen Wochen zu Koalitionsgesprächen bereit war, weigerte sich die Liberale Partei, ohne einen Parteizusammenschluss zu kooperieren. Erst durch gemeinsame Abstimmungen mit den Sozialisten – so bei der Wahl von Präsident und Vizepräsident des Shūgiin – und der Androhung von Misstrauensvoten gelang es ihr, die Demokraten zum Einlenken zu zwingen. Im Sommer 1955 begannen die Verhandlungen, in der insbesondere die Frage umstritten war, ob und wie lange Hatoyama Vorsitzender der gemeinsamen Partei (und damit Premierminister) bleiben solle.
Der Kompromiss über den Parteivorsitzenden (総裁, sōsai wie bei Rikken Seiyūkai und Liberaler Partei) wurde Anfang November 1955 erreicht und sah einen aus vier Personen bestehenden gemeinsamen Vorsitz durch die Partei- und Exekutivratsvorsitzenden der Vorgängerparteien Hatoyama, Ogata, Miki und Ōno Banboku vor. (Fünf Monate später, im April 1956, und nach dem Tod Ogatas übernahm Hatoyama den alleinigen Parteivorsitz.) Der Zusammenschluss der beiden Parteien zur Liberaldemokratischen Partei wurde am 15. November 1955 vollzogen.

## Die Gefahr einer Spaltung der LDP
Anfangs gestalteten sich die innerparteilichen Beziehungen wegen der Rivalitäten zwischen Yoshida-Anhängern und -Gegnern, Parteipolitikern und Ex-Bürokraten, Vor- und Nachkriegspolitikern als schwierig. Auch die Tatsache, dass drei wichtige Gegner Hatoyamas, Yoshida Shigeru, Satō Eisaku und Hashimoto Tomisaburō, zunächst nicht der LDP beitraten, sorgte zunächst für Besorgnis. (Alle drei wurden nach dem Rücktritt Hatoyamas 1957 LDP-Mitglieder.)
Zur Zeit der Konservativen Fusion sagte Miki Bukichi, man müsse zehn Jahre überstehen; Matsumura prognostizierte eine Spaltung nach 30 Jahren. Allerdings sorgten das rasante Wirtschaftswachstum Japans und die Organisation der LDP (Faktionalismus, „eisernes Dreieck“ aus Wirtschaft, Politik und Verwaltung, die Verteilung öffentlicher Gelder) für eine Zementierung ihrer politischen Basis.
Die LDP überstand später auch den „40-tägigen Streit“ von 1979, als die Ōhira-Faktion und die Fukuda-Faktion im „Kakufuku-Krieg“ um die Führung der Partei (und damit des Landes) rangen, und den „Boom neuer Parteien“ Anfang der 1990er Jahre, als sie durch Parteiaustritte für fast ein Jahr die Regierungsbeteiligung verlor. Zwar war sie zwischenzeitlich zu Koalitionsregierungen gezwungen (1986 mit dem Neuen Liberalen Klub und 1994 sogar mit der SPJ), ihre dominante Position in der japanischen Politik konnte sie in inzwischen über 50 Jahren Regierungszeit jedoch bis heute weitgehend verteidigen, auch wenn sie durchgehend seit 1999 in Koalitionsregierungen mit der Kōmeitō und vorübergehend kleineren Parteien ist und nach den Wahlen 2007 und 2009 zeitweise auch in beiden Kammern erstmals die Position als stärkste Partei verlor.